# Eduard Körber

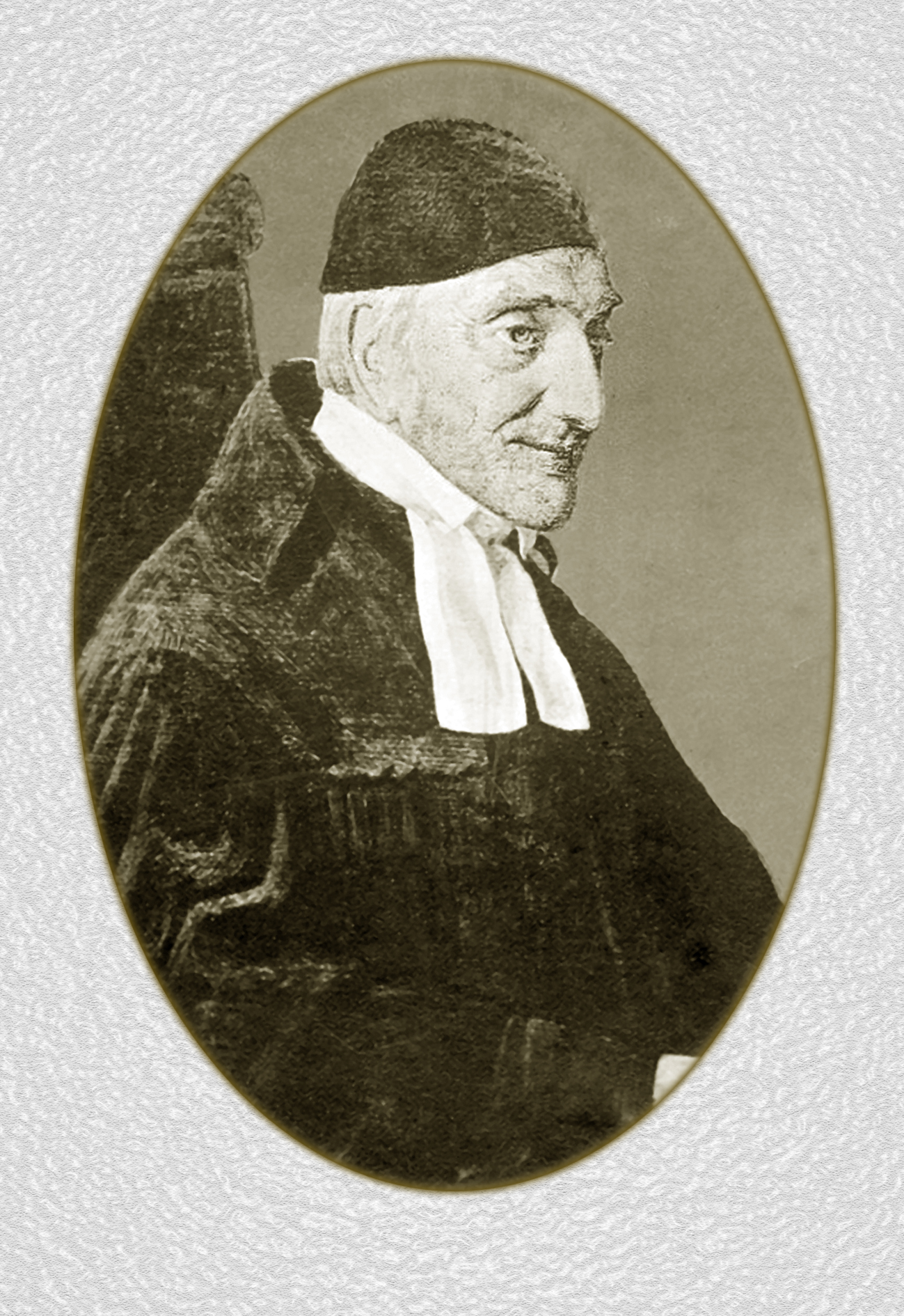
Eduard Philipp Körber

Eduard Philipp Körber (russisch Эдуард Филипп Кёрбер; * 6. Junijul. / 17. Juni 1770greg. in Torgel; † 31. Januarjul. / 12. Februar 1850greg. in Dorpat) war ein baltischer Geistlicher und Heimatforscher.

## Leben

### Herkunft
Eduard entstammte einer ursprünglich vogtländischen dann baltischen Pastorenfamilie. Seine Eltern waren der Pastor Paul Körber (1735–1795) und Wilhelmine, geborene Vick (1752–1800).

### Werdegang
Körber besuchte die Domschule in Reval, dann die Stadtschule in Pernau. Er studierte von 1789 bis 1792 in Königsberg und von 1792 bis 1793 in Jena. Nach seinem Studium war er von 1794 bis 1796 Hauslehrer in Ass (Estland) und Aya (Livland) sowie von 1796 bis 1846 Pastor in Wendau (Livland). Seit 1846 war er Konsistorialrat. 
Körber war Altertumsforscher, Sammler und Zeichner. Während er vor diesem Interessenhintergrund Liv- und Estland bereiste, forschte er in Behörden- und Pfarrarchiven, zeichnete Schlösser, Ruinen, Landschaften u. v. m., sammelte Altertümer, sowie Mineralien, Versteinerungen und Conchylien. Er korrespondierte mit zahlreichen historisch interessierten Personen. 1834 war er Mitgründer der Gesellschaft für Geschichte und Altertumskunde der Ostseeprovinzen Russlands, hat die Gesellschaft aber 1840 verlassen. Er war 1846 seit Ehrenmitglied Gelehrten Estnischen Gesellschaft, sowie bereits seit 1803 der Großherzoglich Weimarschen Mineralogischen Gesellschaft in Jena, seit 1806 der Naturforschenden Gesellschaft Moskau sowie seit 1817 Mitglied der Arensburger Estnischen Gesellschaft.

### Familie
Aus seiner 1799 geschossenen Ehe mit Elisabeth Mickwitz (1780–1833) sind 12 Kinder hervorgegangen.
Darunter:
- Carl Körber (1802–1883), Literat
- Ludwig August Körber (1808–1892), Pastor
- Martin Körber (1817–1893), Pastor, Komponist und Dichter
- Benjamin Körber (1819–1862), Lehrer

## Werke
Körber hat zahlreiche Aufsätze im Inland veröffentlicht und darüber hinaus handschriftliche Abhandlungen und Sammlungen betreffs livländischer Münzen, Schlösser, Klöster, Siegel, Urkunden, Landstädte, Versteinerungen, Adelsgeschlechter, Wappen, Prediger u. v. m. hinterlassen. Darunter:
- Materialien zur alten und neuen Geschichte der Stadt Riga, 1801
- Vaterlandische Merkwurdigkeiten (Manuscript), Bd. 1, Dorpat 1802
- Topographie und Geschichte der vornehmsten alten Schlosser und Kloster in den Ostseeprovinzen
- Numismatic von Lief und Ehstland, nebst einem Anhange von Russischen Courant Münzen, die seit der Regierung Kayser Peter I, bis auf unsre Zeiten gepräget worden sint, 1806
- Beschreibung und Abbildung alter vaterlandischen Alterthumer der Kunst
- Materialien zur Topographie und Geschichte der Landstadte in den Ostseeprovinzen
- Verzeichniss der Rigaischen Stadt Prediger von der Reformation bis auf das Jahr 1813
- Bischofs Chronick des Herzogthums Ehstland, 1837
- Bischofs Chronik von Oesel und der Wiek, 1838
- Bischofs Chronick von Semgallen und Curland, 1838
- Nachrichten vom Schlosse Treiden, denen Kirchen auf Loddiger und Treiden und ihren Predigern, 1840

Sein Nachlass ging später in den Besitz der Gelehrten Estnischen Gesellschaft über.